# Turkmenistans herrlandslag i fotboll
Turkmenistans herrlandslag i fotboll representerar Turkmenistan i herrfotboll. Man spelar huvudsakligen sina hemmamatcher på Asjchabads olympiastadion med plats för 35 000 åskådare.

## Historia
Turkmenistans herrlandslag i fotboll bildades 1992 och blev 1994 medlem av Fifa samt AFC. Tidigare deltog turkmenska fotbollsspelare i Sovjetunionens landslag.
Första matchen spelades borta mot Kazakstan den 1 juni 1992; en match motståndarna vann med 0-1. Turkmenistan tillhör sedan mitten av 2000-talet de sämre lagen i Asien, men 2003 noterade man sin största vinst, då man besegrade Afghanistan med 11-0. 2000 och 2005 noterade man sina största förluster då Turkmenistan förlorade med 1-6 mot Kuwait 2000 och 0-5 mot Bahrain 2005.

## Asiatiska kval
Turkmenistans första kval till en större turnering var kvalet till AFC Asian cup 1996. Man hamnade i kvalgrupp 10 tillsammans med Libanon och Kuwait. Med oavgjort hemma mot Kuwait och tre förluster hamnade man sist i gruppen. Kvalet till 2000 spelades i Libanon. I kvalet hamnade man i kvalgrupp 5 med fler motståndare, Kuwait, Jemen, Nepal och Bhutan. Man spelade bara en match mot varje lag och Turkmenistan slog samtliga lag i gruppen förutom Kuwait. 1-6-förlusten innebar en andraplats och då det enbart var gruppvinnaren som kvalificerade sig för mästerskapet så åkte Turkmenistan ut. 2004 säkrade man avancemanget till turneringen efter ha slagit ett oväntat svagt Syrien hemma med klara 3-0. I turneringen spelade man mot Irak, Uzbekistan och Saudiarabien. 2-2 mot Saudiarabien blev det då Turkmenistan lyckades kvittera på övertid. 2-3 blev det mot mästerskapsfavoriterna Irak efter ett sent mål. Sista matchen förlorades mot grannen Uzbekistan med 0-1 efter att Aleksandr Geynrikh gjort 0-1 till Uzbekistan efter bara 11 minuter. Man kom trea före Saudiarabien med 1 poäng och målskillnaden 4-6. 2007 till kvalet spelade man inte på grund av för dålig ranking.

## VM-kval
Turkmenistan har spelat kval sedan 1998 men aldrig kvalificerat sig för VM. Under 1998 års kval blev det bara vinster mot Vietnam och man slutade näst sist före just Vietnam. I 2002 års kval slog man Taiwan hemma och borta, Jordanien hemma och borta men kunde inte möta Uzbekistan i kampen om förstaplatsen till slutomgången. I premiäromgången 2006 utklassade man Afghanistan hemma med hela 11-0. Returen blev mindre ensidig och slutade med en 2-0-seger. I andra omgången slog man Sri Lanka och Indonesien hemma och fick oavgjort borta mot Sri Lanka. Man förlorade hemma och borta mot Saudiarabien och borta mot Indonesien och kom åter tvåa med 7 poäng. 2010 års kval slog man Kambodja i första omgången (4-1, 1-0) och i nästa omgång slog man ut Hongkong (3-0, 0-0). I den tredje omgången hamnade man i en grupp med Jordanien, Sydkorea och Nordkorea. Turkmenistan spelade dåligt, vilket resulterade i bara en poäng på sex matcher. Man förlorade mot Sydkorea med 1-3 hemma och 0-4 borta. Mot Jordanien förlorade man 0-2 i båda mötena. Mot Nordkorea gick det bra, 0-0 hemma och bara 0-1 borta. Turkmenistans enda målskytt var Ovekov mot Sydkorea hemma. Det var en straffspark. I 2014 års kval åkte Turkmenistan ut efter andra omgången (man spelade inte den första omgången). Matcherna mot Indonesien slutade 1-1 hemma och 3-4 borta.

## AFC Challenge Cup
I AFC Challenge Cup 2008 var Turkmenistan debutanter. Turkmenistan åkte ut i gruppspelet då man förlorade mot Indien med 1-2, fick 0-0 mot Tadzjikistan, trots en 5-0-seger mot Afghanistan. För övrigt gjorde Guvantjmuhammet Ovekov fyra mål i Afghanistan-matchen.